# Grito de Dolores
El Grito de Dolores fue el acto con que dio inicio la guerra de Independencia de México el la madrugada del 16 de septiembre de 1810. Según la tradición, consistió en el llamado que el cura Miguel Hidalgo y Costilla, en compañía de Ignacio Allende y Juan Aldama, hizo a sus feligreses con el fin de que se levantaran en armas contra la Nueva España en la madrugada del 16 de septiembre de 1810, para lo cual tocó una de las campanas de la Parroquia del Pueblo de Dolores, hoy Dolores Hidalgo, Guanajuato.

## Historia

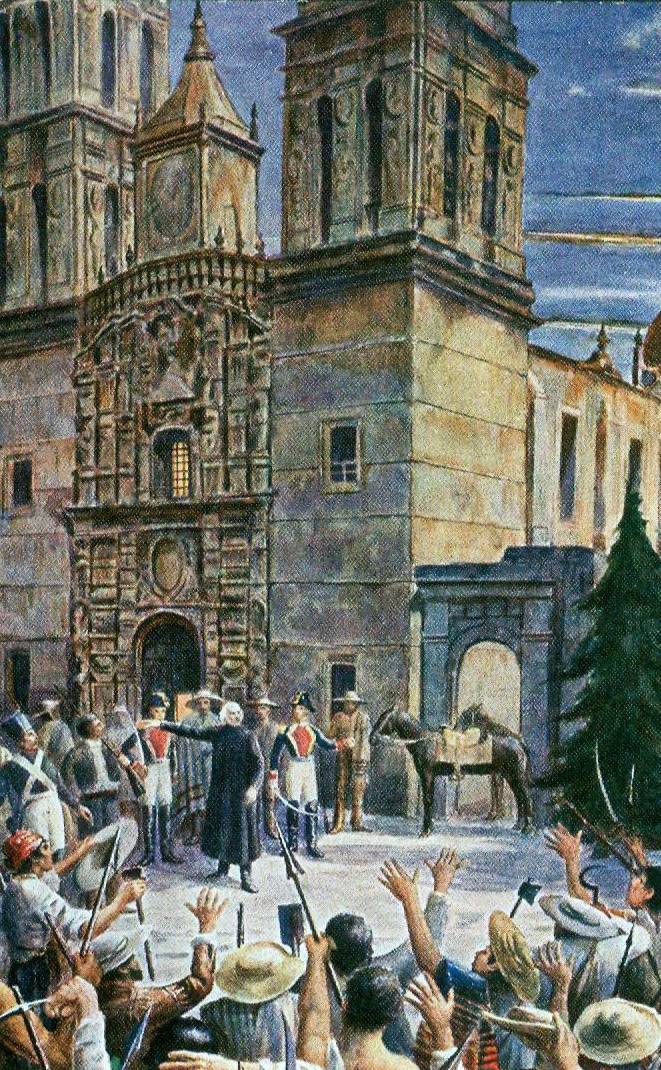
Grito de Dolores, 16 de septiembre de 1810.

No existe documento alguno de participantes o testigos directos en las primeras horas del movimiento independentista; lo único seguro es que la mañana del 16 de septiembre de 1810 Miguel Hidalgo y Costilla convocó de alguna manera a los habitantes del Pueblo de Dolores y zonas aledañas, a quienes dirigió una arenga para que se sumaran a la rebelión, con lo que se formó el primer contingente que se alzó contra las fuerzas virreinales. Fuera de esos hechos, ninguno de los detalles que se conocen constan en documentos históricos de primera mano, por lo que son susceptibles de ponerse en duda. 
Según la tradición, la noche del sábado 15 al domingo 16 de septiembre de 1810, avisados de que la Conspiración en Querétaro fue descubierta, Hidalgo y los otros líderes de la conjura decidieron iniciar el levantamiento contra las autoridades novohispanas. Se dirigieron a la Parroquia del pueblo, donde se tocó la campana ubicada en la torre oriente. La mayoría de los habitantes del pueblo se encontraba en las cercanías, era la fiesta patronal de la Virgen de los Dolores, pensando que se trataba de una emergencia, despertaron y se reunieron en el atrio. Una vez ahí, Hidalgo les dirigió una arenga en el que los convocó a alzarse en armas contra el gobierno español, que concluyó con una serie de consignas a favor de Fernando VII. Las palabras exactas que pronunció tal vez nunca se sepan. Las versiones probables y más antiguas son:

Manuel Abad y Queipo (1810):

"¡Viva nuestra madre santísima de Guadalupe!, ¡viva Fernando VII y muera el mal gobierno!"

Diego de Bringas (1810):

"¡Viva la América!, ¡viva Fernando VII!, ¡viva la religión y mueran los gachupines!"

Anónimo (1810) recopilado por Ernesto Lemoine Villicaña:

"Viva la religión católica!, ¡viva Fernando VII!, ¡viva la patria y reine por siempre en este continente americano nuestra sagrada patrona la santísima Virgen de Guadalupe!, ¡muera el mal gobierno!"
Juan Aldama (1811):

" ¡viva América!, ¡viva la religión y muera el mal gobierno!"

Servando Teresa de Mier (1813):

"¡Viva Fernando VII y la Virgen de Guadalupe!"

Lucas Alamán (1840):

"¡Viva la religión!, ¡viva nuestra madre santísima de Guadalupe!, ¡viva Fernando VII!, ¡viva la América y muera el mal gobierno!"  A lo que el pueblo respondió: "¡Viva la Virgen de Guadalupe y mueran los gachupines!"

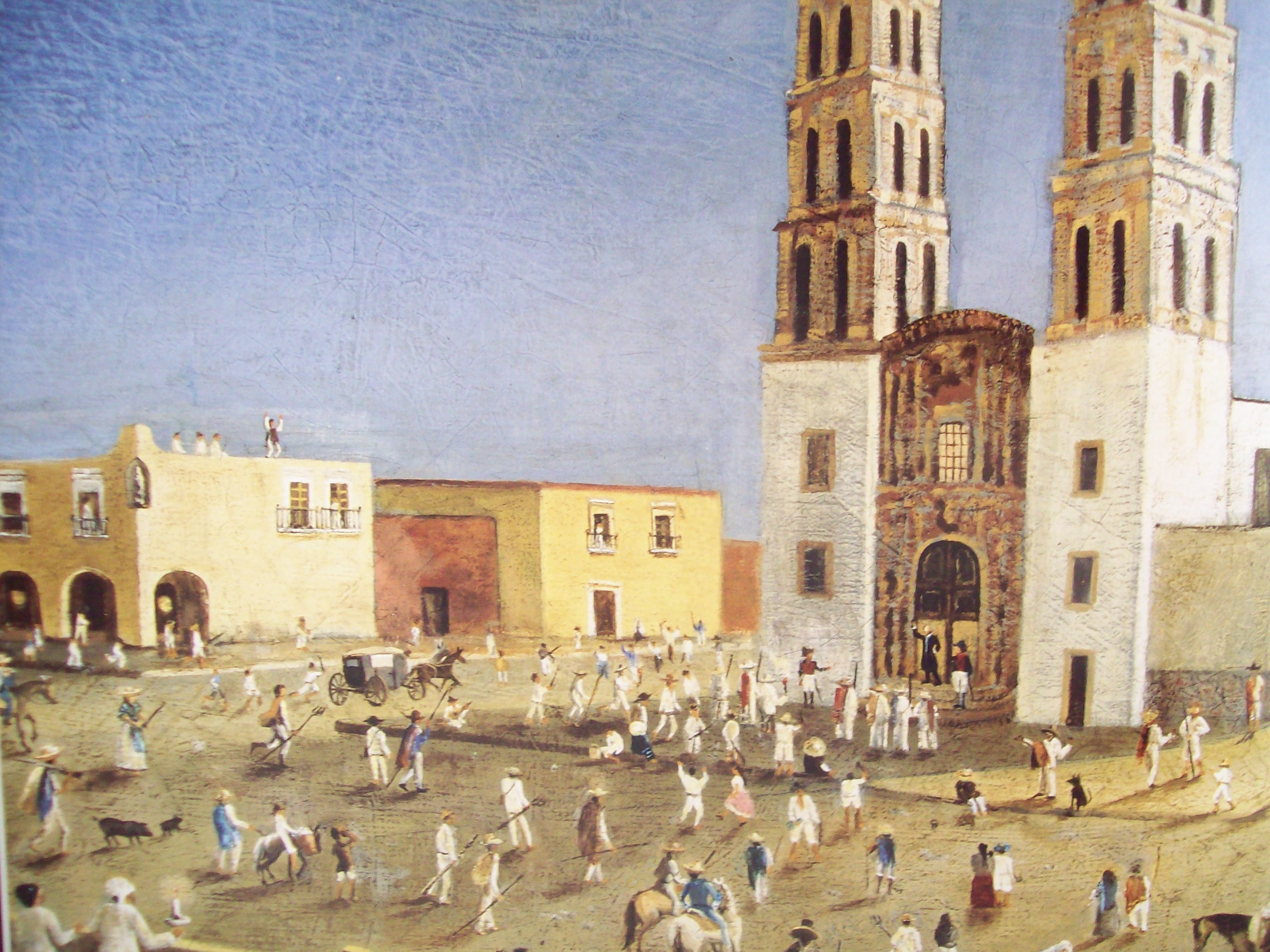
Plaza de Dolores, óleo sobre tela del, J.J. del Moral

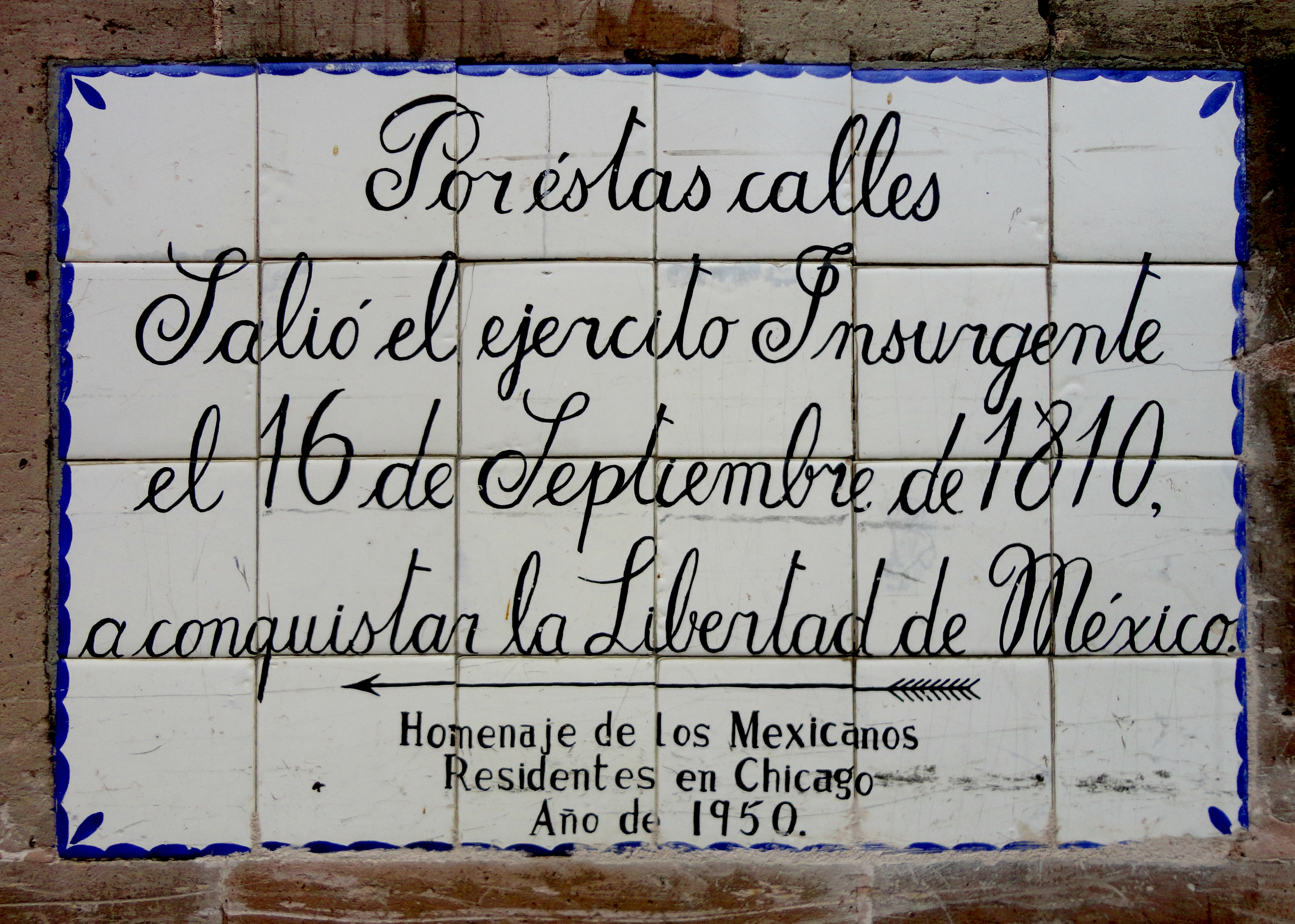
Placa conmemorativa en Dolores Hidalgo.

Se considera que este acto constituye el inicio formal de la Guerra de Independencia mexicana. Aunque hay consenso entre los historiadores en aceptar que Hidalgo efectivamente convocó a los dolorenses, no hay evidencia alguna del sitio exacto en el que se dio la arenga ni las palabras que la constituyeron, así como tampoco consta que el cura tocara una campana. Así, por ejemplo, algunos autores afirman que Hidalgo no dio el Grito frente a la puerta principal de la parroquia, sino desde uno de los balcones de su casa, ubicada a dos calles al sur, sin reparar que esa edificación no tiene ni tuvo jamás balcones porque sólo tiene una planta.
Asimismo el contenido de la arenga es dudoso. El texto ha sido alterado con posterioridad sirviendo a los intereses del gobierno respectivo, con adiciones como "Viva la América española" (un reclamo posterior), "Mueran los gachupines" (una expresión de rivalidad que sólo aparecería más tarde por parte de Miguel Hidalgo) o "Viva México". Al no existir una relación literal del Grito, todo lo que se conoce queda en testimonios de segunda o tercera mano. Así, por ejemplo, el oficio publicado por Manuel Abad y Queipo, obispo electo de Valladolid de Michoacán en la Gazeta Extraordinaria del Gobierno de México, del viernes 28 de septiembre de 1810 (documento visible en la página web del Archivo General de la Nación en la sección relativa al Bicentenario de México), en cuyo folio 809, se lee textualmente lo siguiente: "...E insultando á la religión y á nuestro soberano D. Fernando VII, pintó en su estandarte la imagen de nuestra patrona nuestra Señora de Guadalupe, y le puso la inscripción siguiente: Viva nuestra Madre Santísima de Guadalupe. Viva Fernando VII. Viva la América. Y muera el mal gobierno...".
Lo que se ha confirmado es que la arenga no se dio en la noche del 15 de septiembre ni durante la madrugada, sino alrededor de las ocho de la mañana del día 16, y que los pobladores de Dolores no acudieron de forma inmediata al llamado, al menos no con la rapidez que atribuye la tradición. En 1910, el historiador queretano Valentín F. Frías propuso que, dado que la mayoría de los integrantes del primer ejército independentista eran pobladores rurales de comunidades distantes, era poco creíble que el cura lograra reunir una muchedumbre inmediatamente después de tocar la campana, por lo que seguramente quienes respondieron arribaron al atrio en el curso del día. De cualquier forma, con grito o sin él, el domingo 16 de septiembre se debía tocar la campana para llamar a misa.

## Fiesta cívica
La primera vez que se conmemoró el 16 de septiembre fue en un edificio conocido como El Chapitel, en Huichapan, Hidalgo, el 16 de septiembre de 1812, por el general Ignacio López Rayón. Los festejos iniciaron al alba con una descarga de artillería y una vuelta general de esquilas. Luego, López Rayón asistió a una misa con su escolta y una compañía de granaderos. Después tuvo lugar el militar asistió a una "serenata, compitiendo entre sí dos músicas, (que) desempeñaron varias piezas selectas con gusto de S.E. y satisfacción de todo el público”.
Después, José María Morelos, en uno de los veintitrés puntos que conforman sus Sentimientos de la Nación, propuso al Congreso de Chilpancingo que en la Constitución en la que por entonces se trabajaba "igualmente se solemnice el día 16 de septiembre todos los años, como el día aniversario en que se levantó la voz de la Independencia y nuestra santa Libertad comenzó, pues en ese día fue en el que se desplegaron los labios de la Nación para reclamar sus derechos con espada en mano para ser oída; recordando siempre el mérito del grande héroe, el señor D. Miguel Hidalgo y su compañero Don Ignacio Allende". Finalmente, se declaró el 16 de septiembre como día de fiesta nacional en la Constitución de Apatzingán; medida que fue ratificada por los congresos constituyentes de 1822 y 1824.
En 1825 fue la primera ocasión en que el 16 de septiembre tomó forma de fiesta nacional. Las autoridades de la Ciudad de México publicaron un bando en el que se pidió a los ciudadanos iluminar sus casas, ventanas y balcones con cortinas, flámulas y gallardetes. El presidente de la República, Guadalupe Victoria, recibió felicitaciones de diplomáticos y corporaciones eclesiásticas y civiles. Después se efectuó un desfile que llegó a Palacio Nacional. Por la tarde se realizó un paseo en la Alameda y bailes de cuerda, en los que participaron músicos militares. Por la noche hubo fuegos artificiales.
Los primeros gritos tenían un carácter a un tiempo cívico y religioso, ya que participaban tanto las autoridades políticas como las eclesiásticas. El escritor Luis González Obregón señala que "los días 17 (de septiembre) era costumbre celebrar en nuestra gran Basílica una misa de gracias por los héroes muertos. La fiesta del 16 tomó un carácter enteramente laico a partir de 1857”. La celebración se suspendió en 1847, durante la Intervención estadounidense en México, aunque "en muchas poblaciones de la República el Grito fue conmemorado dignamente”. Durante la Segunda Intervención Francesa en México, Maximiliano de Habsburgo oficializó la celebración. En 1864 se trasladó a Dolores, donde dio el Grito desde la ventana de la casa de Hidalgo.
Aunque existe la versión popular de que Porfirio Díaz decretó adelantar el grito un día para que coincidiera con su onomástico, la primera vez que se conmemoró el 15 de septiembre fue en 1824, con una serenata frente a Palacio Nacional y una velada en la Universidad. Según el Primer calendario liberal, arreglado al meridiano político de la Federación para el año 1852, las ceremonias del día 15 siguieron celebrándose, pues ese año hubo repiques, función patriótica de teatro y salvas de artillería. Incluso el propio Benito Juárez, en plena huida durante la intervención francesa, dio un emotivo grito la noche del 15 de septiembre de 1864 en la hacienda de San Juan de la Noria Pedriceña, en el estado de Durango.

## La actualidad (sigloXXa esta fecha)

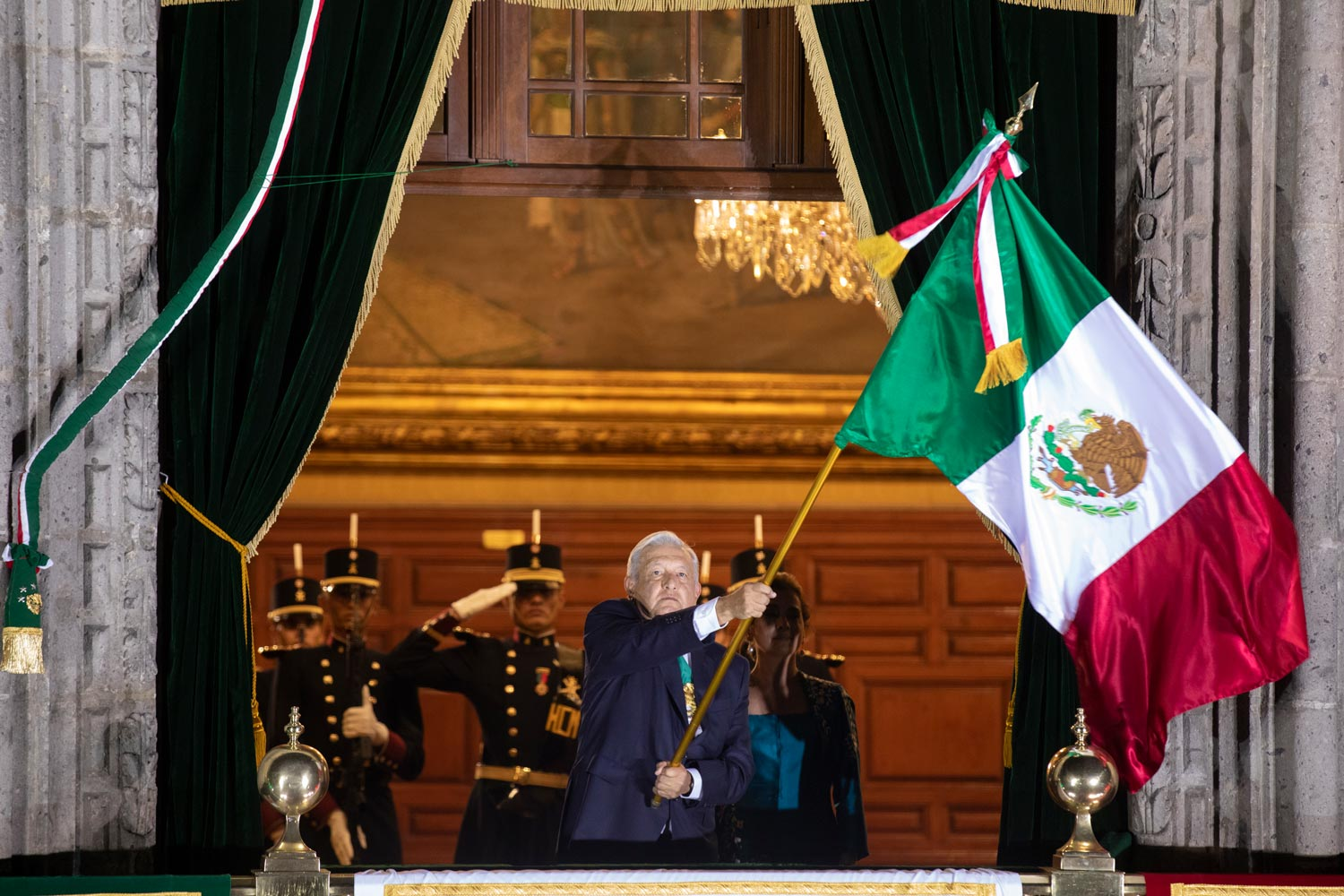
Andrés Manuel López Obrador dando el grito en el balcón principal de Palacio Nacional, en la Ciudad de México la noche del 15 de septiembre de 2021.

Aunque se trata de la fecha mayor del calendario cívico mexicano, la ceremonia del grito carece de protocolo oficial. Sin embargo, se realiza en medio de un ambiente solemne apegado a las disposiciones legales sobre el uso de los símbolos nacionales, basado en una férrea tradición que se ha afianzado con el paso de las décadas. Para recordar ese hecho, cada año a las 11 de la noche del 15 de septiembre, los titulares del Poder Ejecutivo en los distintos niveles de gobierno —presidentes municipales (o alcaldes en la Ciudad de México), gobernadores y el Presidente de la República—, así como los embajadores en las representaciones en el extranjero, portando una bandera nacional, dirigen a la población reunida una arenga, la cual por lo regular incluye las siguientes frases:
¡Mexicanos y Mexicanas!
¡Vivan los héroes que nos dieron patria y libertad!
¡Viva Miguel Hidalgo y Costilla!
¡Viva José María Morelos!
¡Viva Josefa Ortiz de Domínguez!
¡Viva Ignacio Allende!
¡Vivan Aldama y Matamoros!
¡Viva la independencia nacional!
¡Viva México! ¡Viva México! ¡Viva México!
Inmediatamente el orador tañe una campana y ondea la bandera. Después todos los asistentes cantan solemnemente el Himno Nacional, para luego dar paso a una verbena popular que puede incluir fuegos artificiales y música folclórica. Los festejos se completan con un desfile militar la mañana del día siguiente. Se trata de la celebración principal del calendario cívico en México.
La ausencia de una disposición legal deja margen a que quien preside pueda insertar variantes entre las frases "canónicas". La mayoría menciona a otros próceres de la Independencia, como Matamoros, Galeana, Mina, Guerrero o Guadalupe Victoria, e incluso de otras épocas, como Los Niños Héroes, Benito Juárez, Francisco Ignacio Madero o Emiliano Zapata. Algunos pueden incluir a héroes locales; por ejemplo, Emilio González Márquez, gobernador de Jalisco, en Guadalajara en 2011 mencionó a José Antonio El Amo Torres, Pedro Moreno, Marcos Castellanos y Rita Pérez de Moreno.
Es común que el gobernante en turno le dé su "toque personal" al grito, agregando frases coyunturales, lo que no siempre es bien visto y ha generado controversias. Así, por ejemplo, Lázaro Cárdenas vitoreó la “revolución social”, Adolfo López Mateos a la Revolución Mexicana, Luis Echeverría a los "países del tercer mundo", Ernesto Zedillo a "nuestra libertad, la justicia, la democracia y la unidad de todos los mexicanos” y Andrés Manuel López Obrador a "los héroes anónimos, los pueblos indígenas” además de agregar mueras a la corrupción, el clasismo y el racismo. Quien más transgredió la "ortodoxia" del grito fue Vicente Fox, quien durante sus seis años de gobierno agregó y quitó elementos, empezando por la distinción gramatical entre "mexicanas y mexicanos”. En 2001 lanzó vivas a “nuestros acuerdos”, sin aclarar a qué se refería exactamente.
Cabe mencionar que, al tener una gran significación cívica, el grito puede funcionar como catalizador de movimientos políticos y actos de resistencia y oposición. Así, por ejemplo, Heberto Castillo lo dio en la Ciudad Universitaria en 1968, en plena efervescencia del movimiento estudiantil; Manuel Clouthier lo hizo en el Ángel de la Independencia en 1988, y Cuauhtémoc Cárdenas en 1994, también en CU.

### En Palacio Nacional

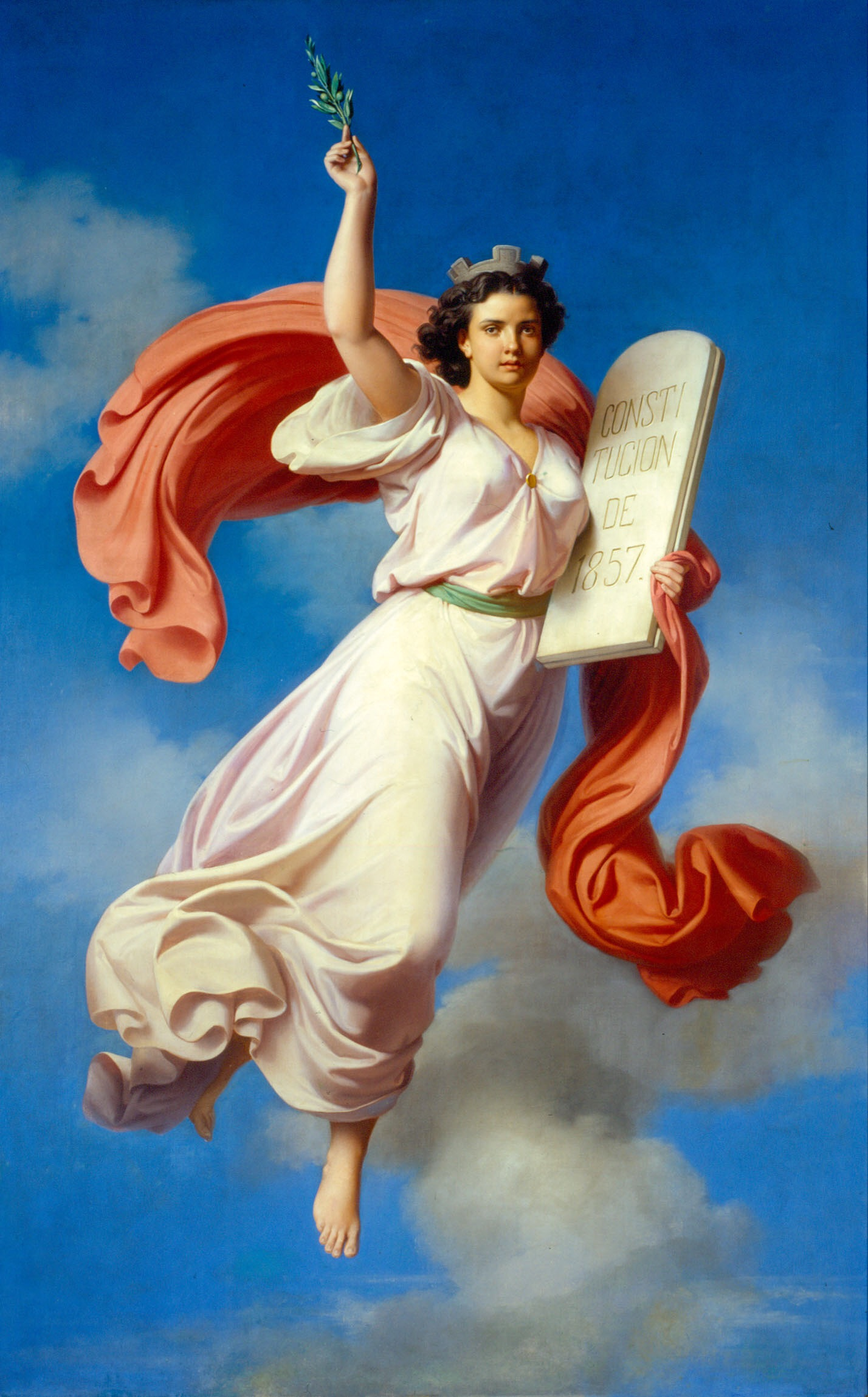
Alegoría de la Constitución de 1857 de Petronilo Monroy

En general, el presidente de la república en turno sigue el siguiente ceremonial, con pocas variantes: arriba al patio de honor del Palacio Nacional poco antes de las once de la noche del 15 de septiembre. Luego sube por los 53 escalones de una escalera alfombrada que lo lleva hasta la Galería de los Presidentes, que a su vez lo conduce directamente al despacho presidencial; ahí se coloca la banda tricolor en el pecho. Luego cruza el Salón de Acuerdos y la biblioteca, para ingresar al Salón Azul, donde recibía el primer saludo de los invitados especiales a la ceremonia (excepto en las arengas de Andrés Manuel López Obrador, que no contó con invitados especiales). Luego cruza otros cuatro salones: el Verde, el Morado, el Embajadores (donde se encuentra el cuadro Alegoría de la Constitución de 1857, pintado por Petronilo Monroy) y el de Recepciones, donde una escolta de cadetes del Heroico Colegio Militar, de la Heroica Escuela Naval Militar o de la Escuela Militar de Aviación, le entrega la bandera nacional. Inmediatamente sale al balcón central del palacio, que da al Zócalo, donde ya lo aguardan miles de personas.
Cabe mencionar que para esta ceremonia el presidente tañe el esquilón San José, la campana de la parroquia de Dolores que, según la tradición, Hidalgo utilizó para hacer el llamado de 1810.
Es costumbre que los presidentes de la república den el grito correspondiente a su quinto año de gobierno en Dolores Hidalgo. Todos los mandatarios, a partir de Lázaro Cárdenas, cumplieron con esa costumbre, a excepción de Carlos Salinas y Vicente Fox, quienes lo hicieron en su sexto año, y Ernesto Zedillo, Enrique Peña Nieto y Andrés Manuel Lòpez Obrador, quienes presidieron la ceremonia en Palacio Nacional durante su sexenio. El único que ha dado el grito en los dos sitios ha sido Felipe Calderón Hinojosa, quien en 2010, por los festejos del Bicentenario, dio el grito la noche del 15 de septiembre en el zócalo capitalino, y durante la madrugada del día 16 se trasladó a Dolores, donde repitió la ceremonia a las seis de la mañana.
El 15 de septiembre del 2020, se realizó el 210 aniversario del Grito de Dolores sin público, a causa de la pandemia de COVID-19, solo se celebró con la presencia del ejército y el presidente Andrés Manuel López Obrador. En el zócalo se colocó un dibujo con la silueta del territorio nacional, los colores de la bandera y una antorcha en honor al personal médico que enfrentó la crisis sanitaria.

## Atentado en Morelia
En el 2008, durante la ceremonia del Grito en Morelia, capital del estado de Michoacán, se registraron una serie de ataques con granadas contra la población civil. Mientras el entonces gobernador, Leonel Godoy Rangel, daba la arenga desde el Palacio de Gobierno, un grupo de personas desconocidas soltaron casi simultáneamente dos granadas de fragmentación: una en la Plaza Melchor Ocampo y la otra en la calle Andrés Quintana Roo, en un momento en el que se encontraban aglomeradas cerca de 30,000 personas. Las explosiones mataron al instante a tres personas, y otras cinco fallecieron por las heridas en el curso de las siguientes horas, mientras que se registraron 106 heridos. Se señaló como responsables a tres presuntos integrantes de la organización criminal Los Zetas.[cita requerida]